# Popenais popeii
Popenais popeii är en musselart som först beskrevs av I. Lea 1857.  Popenais popeii ingår i släktet Popenais och familjen målarmusslor. Inga underarter finns listade i Catalogue of Life.